# París-Niça 2019
La París-Niça 2019 fou la 77a edició de la cursa ciclista per etapes París-Niça. La cursa es disputà entre el 10 i el 17 de març de 2019. Aquesta era la sisena prova de l'UCI World Tour 2019. Els corredors havien de superar 1.240 km repartits entre vuit etapes.
El vencedor final fou el colombià Egan Bernal (Team Sky), seguit pel seu compatriota Nairo Quintana (Movistar Team) i el polonès Michał Kwiatkowski (Team Sky). Bernal aconseguí el liderat en la sisena etapa i en la darrera aconseguí mantenir-lo tot i el llunyà atac de Quintana.

## Equips
Vint-i-tres equips prendran part en aquesta edició de la París-Niça, els 18 equips World Tour i cinc equips continentals.
| WorldTeams (18)- AG2R La Mondiale - Astana - Bahrain-Merida - Bora-hansgrohe - CCC Team - Deceuninck-Quick Step - Dimension Data - EF Education First - Groupama-FDJ - Team Jumbo-Visma - Katusha-Alpecin - Lotto Soudal - Mitchelton-Scott - Movistar Team - Sky - Team Sunweb - Trek-Segafredo - UAE Team Emirates Equips continentals professionals (5)- Arkéa-Samsic - Cofidis, Solutions Crédits - Delko-Marseille Provence - Direct Énergie - Vital Concept-B&B Hotels |
| |

## Etapes
| Etapa    | Data       | Ciutats d'etapa                               | type                      | Distància (km) | Vencedor de l'etapa    | Líder de la general |
| -------- | ---------- | --------------------------------------------- | ------------------------- | -------------- | ---------------------- | ------------------- |
| 1a etapa | 10 de març | Saint-Germain-en-Laye – Saint-Germain-en-Laye | etapa plana               | 138,5          | Dylan Groenewegen      | Dylan Groenewegen   |
| 2a etapa | 11 de març | Les Bréviaires – Bellegarde                   | etapa plana               | 163,5          | Dylan Groenewegen      | Dylan Groenewegen   |
| 3a etapa | 12 de març | Cepoy – Moulins                               | etapa plana               | 200            | Sam Bennett            | Dylan Groenewegen   |
| 4a etapa | 13 de març | Vichèi – Pélussin                             | etapa accidentada         | 210,5          | Magnus Cort Nielsen    | Michał Kwiatkowski  |
| 5a etapa | 14 de març | Barbentana – Barbentana                       | contrarellotge individual | 25,5           | Simon Yates            | Michał Kwiatkowski  |
| 6a etapa | 15 de març | Puegnier – Brinhòla                           | etapa accidentada         | 210,5          | Sam Bennett            | Michał Kwiatkowski  |
| 7a etapa | 16 de març | Niça – Còl de Turini                          | etapa de muntanya         | 181,5          | Daniel Martínez Poveda | Egan Bernal Gómez   |
| 8a etapa | 17 de març | Niça – Niça                                   | etapa de mitja muntanya   | 110            | Ion Izagirre Insausti  | Egan Bernal Gómez   |

## Desenvolupament de la cursa

### 1a etapa
| \| Classificació de l'etapa \| Classificació de l'etapa \| Classificació de l'etapa \| Classificació de l'etapa \| Classificació de l'etapa \| \| Corredor \| Corredor \| Equip \| Temps \| \| \| ------------------------ \| ------------------------ \| ------------------------ \| ------------------------ \| ------------------------ \| \| 1r \| Dylan Groenewegen \| Team Jumbo-Visma \| 3h 17' 35" \| \| \| 2n \| Caleb Ewan \| Lotto-Soudal \| + 0" \| \| \| 3r \| Fabio Jakobsen \| Deceuninck-Quick Step \| + 0" \| \| \| 4t \| Sam Bennett \| Bora-Hansgrohe \| + 0" \| \| \| 5è \| John Degenkolb \| Trek-Segafredo \| + 0" \| \| \| 6è \| Matteo Trentin \| Mitchelton-Scott \| + 0" \| \| \| 7è \| Arnaud Démare \| Groupama-FDJ \| + 0" \| \| \| 8è \| Sonny Colbrelli \| Bahrain-Merida \| + 0" \| \| \| 9è \| Bryan Coquard \| Vital Concept-B&B Hotels \| + 0" \| \| \| 10è \| Anthony Turgis \| Direct Énergie \| + 0" \| \| |                   |                          |            |
| |                   |                          |            |
| Font: ProCyclingStats |                   |                          |            |
| Classificació de l'etapa |                   |                          |            |
| Corredor | Corredor          | Equip                    | Temps      |
| 1r | Dylan Groenewegen | Team Jumbo-Visma         | 3h 17' 35" |
| 2n | Caleb Ewan        | Lotto-Soudal             | + 0"       |
| 3r | Fabio Jakobsen    | Deceuninck-Quick Step    | + 0"       |
| 4t | Sam Bennett       | Bora-Hansgrohe           | + 0"       |
| 5è | John Degenkolb    | Trek-Segafredo           | + 0"       |
| 6è | Matteo Trentin    | Mitchelton-Scott         | + 0"       |
| 7è | Arnaud Démare     | Groupama-FDJ             | + 0"       |
| 8è | Sonny Colbrelli   | Bahrain-Merida           | + 0"       |
| 9è | Bryan Coquard     | Vital Concept-B&B Hotels | + 0"       |
| 10è | Anthony Turgis    | Direct Énergie           | + 0"       |

| \| Classificació general \| Classificació general \| Classificació general \| Classificació general \| Classificació general \| \| Corredor \| Corredor \| Equip \| Temps \| \| \| --------------------- \| --------------------- \| --------------------- \| --------------------- \| --------------------- \| \| 1r \| Dylan Groenewegen \| Team Jumbo-Visma \| 3h 17' 35" \| \| \| 2n \| Caleb Ewan \| Lotto-Soudal \| + 4" \| \| \| 3r \| Luis León Sánchez Gil \| Astana \| + 5" \| \| \| 4t \| Michał Kwiatkowski \| Team Sky \| + 5" \| \| \| 5è \| Fabio Jakobsen \| Deceuninck-Quick Step \| + 6" \| \| \| 6è \| Egan Bernal Gómez \| Team Sky \| + 9" \| \| \| 7è \| Rudy Molard \| Groupama-FDJ \| + 9" \| \| \| 8è \| Sam Bennett \| Bora-Hansgrohe \| + 10" \| \| \| 9è \| John Degenkolb \| Trek-Segafredo \| + 10" \| \| \| 10è \| Matteo Trentin \| Mitchelton-Scott \| + 10" \| \| |                       |                       |            |
| |                       |                       |            |
| Font: ProCyclingStats |                       |                       |            |
| Classificació general |                       |                       |            |
| Corredor | Corredor              | Equip                 | Temps      |
| 1r | Dylan Groenewegen     | Team Jumbo-Visma      | 3h 17' 35" |
| 2n | Caleb Ewan            | Lotto-Soudal          | + 4"       |
| 3r | Luis León Sánchez Gil | Astana                | + 5"       |
| 4t | Michał Kwiatkowski    | Team Sky              | + 5"       |
| 5è | Fabio Jakobsen        | Deceuninck-Quick Step | + 6"       |
| 6è | Egan Bernal Gómez     | Team Sky              | + 9"       |
| 7è | Rudy Molard           | Groupama-FDJ          | + 9"       |
| 8è | Sam Bennett           | Bora-Hansgrohe        | + 10"      |
| 9è | John Degenkolb        | Trek-Segafredo        | + 10"      |
| 10è | Matteo Trentin        | Mitchelton-Scott      | + 10"      |

### 2a etapa
| \| Classificació de l'etapa \| Classificació de l'etapa \| Classificació de l'etapa \| Classificació de l'etapa \| Classificació de l'etapa \| \| Corredor \| Corredor \| Equip \| Temps \| \| \| ------------------------ \| ------------------------ \| ------------------------ \| ------------------------ \| ------------------------ \| \| 1r \| Dylan Groenewegen \| Team Jumbo-Visma \| 3h 14' 04" \| \| \| 2n \| Iván García Cortina \| Bahrain-Merida \| + 0" \| \| \| 3r \| Philippe Gilbert \| Deceuninck-Quick Step \| + 0" \| \| \| 4t \| Matteo Trentin \| Mitchelton-Scott \| + 0" \| \| \| 5è \| Michał Kwiatkowski \| Team Sky \| + 0" \| \| \| 6è \| Luis León Sánchez Gil \| Astana \| + 0" \| \| \| 7è \| Egan Bernal Gómez \| Team Sky \| + 0" \| \| \| 8è \| Arnaud Démare \| Groupama-FDJ \| + 5" \| \| \| 9è \| André Greipel \| Arkéa-Samsic \| + 5" \| \| \| 10è \| Mike Teunissen \| Team Jumbo-Visma \| + 5" \| \| |                       |                       |            |
| |                       |                       |            |
| Font: ProCyclingStats |                       |                       |            |
| Classificació de l'etapa |                       |                       |            |
| Corredor | Corredor              | Equip                 | Temps      |
| 1r | Dylan Groenewegen     | Team Jumbo-Visma      | 3h 14' 04" |
| 2n | Iván García Cortina   | Bahrain-Merida        | + 0"       |
| 3r | Philippe Gilbert      | Deceuninck-Quick Step | + 0"       |
| 4t | Matteo Trentin        | Mitchelton-Scott      | + 0"       |
| 5è | Michał Kwiatkowski    | Team Sky              | + 0"       |
| 6è | Luis León Sánchez Gil | Astana                | + 0"       |
| 7è | Egan Bernal Gómez     | Team Sky              | + 0"       |
| 8è | Arnaud Démare         | Groupama-FDJ          | + 5"       |
| 9è | André Greipel         | Arkéa-Samsic          | + 5"       |
| 10è | Mike Teunissen        | Team Jumbo-Visma      | + 5"       |

| \| Classificació general \| Classificació general \| Classificació general \| Classificació general \| Classificació general \| \| Corredor \| Corredor \| Equip \| Temps \| \| \| --------------------- \| --------------------- \| --------------------- \| --------------------- \| --------------------- \| \| 1r \| Dylan Groenewegen \| Team Jumbo-Visma \| 6h 31' 19" \| \| \| 2n \| Michał Kwiatkowski \| Team Sky \| + 12" \| \| \| 3r \| Luis León Sánchez Gil \| Astana \| + 13" \| \| \| 4t \| Philippe Gilbert \| Deceuninck-Quick Step \| + 16" \| \| \| 5è \| Egan Bernal Gómez \| Team Sky \| + 19" \| \| \| 6è \| Matteo Trentin \| Mitchelton-Scott \| + 20" \| \| \| 7è \| Tony Gallopin \| AG2R La Mondiale \| + 22" \| \| \| 8è \| Rudy Molard \| Groupama-FDJ \| + 23" \| \| \| 9è \| Romain Bardet \| AG2R La Mondiale \| + 23" \| \| \| 10è \| Oliver Naesen \| AG2R La Mondiale \| + 24" \| \| |                       |                       |            |
| |                       |                       |            |
| Font: ProCyclingStats |                       |                       |            |
| Classificació general |                       |                       |            |
| Corredor | Corredor              | Equip                 | Temps      |
| 1r | Dylan Groenewegen     | Team Jumbo-Visma      | 6h 31' 19" |
| 2n | Michał Kwiatkowski    | Team Sky              | + 12"      |
| 3r | Luis León Sánchez Gil | Astana                | + 13"      |
| 4t | Philippe Gilbert      | Deceuninck-Quick Step | + 16"      |
| 5è | Egan Bernal Gómez     | Team Sky              | + 19"      |
| 6è | Matteo Trentin        | Mitchelton-Scott      | + 20"      |
| 7è | Tony Gallopin         | AG2R La Mondiale      | + 22"      |
| 8è | Rudy Molard           | Groupama-FDJ          | + 23"      |
| 9è | Romain Bardet         | AG2R La Mondiale      | + 23"      |
| 10è | Oliver Naesen         | AG2R La Mondiale      | + 24"      |

### 3a etapa
| \| Classificació de l'etapa \| Classificació de l'etapa \| Classificació de l'etapa \| Classificació de l'etapa \| Classificació de l'etapa \| \| Corredor \| Corredor \| Equip \| Temps \| \| \| ------------------------ \| ------------------------ \| ------------------------ \| ------------------------ \| ------------------------ \| \| 1r \| Sam Bennett \| Bora-Hansgrohe \| 5h 16' 25" \| \| \| 2n \| Caleb Ewan \| Lotto-Soudal \| + 0" \| \| \| 3r \| Fabio Jakobsen \| Deceuninck-Quick Step \| + 0" \| \| \| 4t \| Daniel McLay \| EF Education First \| + 0" \| \| \| 5è \| Bryan Coquard \| Vital Concept-B&B Hotels \| + 0" \| \| \| 6è \| Niccolò Bonifazio \| Direct Énergie \| + 0" \| \| \| 7è \| Alexander Kristoff \| UAE Team Emirates \| + 0" \| \| \| 8è \| Arnaud Démare \| Groupama-FDJ \| + 0" \| \| \| 9è \| Dylan Groenewegen \| Team Jumbo-Visma \| + 0" \| \| \| 10è \| Edward Theuns \| Trek-Segafredo \| + 0" \| \| |                    |                          |            |
| |                    |                          |            |
| Font: ProCyclingStats |                    |                          |            |
| Classificació de l'etapa |                    |                          |            |
| Corredor | Corredor           | Equip                    | Temps      |
| 1r | Sam Bennett        | Bora-Hansgrohe           | 5h 16' 25" |
| 2n | Caleb Ewan         | Lotto-Soudal             | + 0"       |
| 3r | Fabio Jakobsen     | Deceuninck-Quick Step    | + 0"       |
| 4t | Daniel McLay       | EF Education First       | + 0"       |
| 5è | Bryan Coquard      | Vital Concept-B&B Hotels | + 0"       |
| 6è | Niccolò Bonifazio  | Direct Énergie           | + 0"       |
| 7è | Alexander Kristoff | UAE Team Emirates        | + 0"       |
| 8è | Arnaud Démare      | Groupama-FDJ             | + 0"       |
| 9è | Dylan Groenewegen  | Team Jumbo-Visma         | + 0"       |
| 10è | Edward Theuns      | Trek-Segafredo           | + 0"       |

| \| Classificació general \| Classificació general \| Classificació general \| Classificació general \| Classificació general \| \| Corredor \| Corredor \| Equip \| Temps \| \| \| --------------------- \| --------------------- \| --------------------- \| --------------------- \| --------------------- \| \| 1r \| Dylan Groenewegen \| Team Jumbo-Visma \| 11h 47' 44" \| \| \| 2n \| Michał Kwiatkowski \| Team Sky \| + 6" \| \| \| 3r \| Luis León Sánchez Gil \| Astana \| + 11" \| \| \| 4t \| Philippe Gilbert \| Deceuninck-Quick Step \| + 16" \| \| \| 5è \| Egan Bernal Gómez \| Team Sky \| + 17" \| \| \| 6è \| Matteo Trentin \| Mitchelton-Scott \| + 20" \| \| \| 7è \| Tony Gallopin \| AG2R La Mondiale \| + 21" \| \| \| 8è \| Rudy Molard \| Groupama-FDJ \| + 23" \| \| \| 9è \| Romain Bardet \| AG2R La Mondiale \| + 23" \| \| \| 10è \| Oliver Naesen \| AG2R La Mondiale \| + 24" \| \| |                       |                       |             |
| |                       |                       |             |
| Font: ProCyclingStats |                       |                       |             |
| Classificació general |                       |                       |             |
| Corredor | Corredor              | Equip                 | Temps       |
| 1r | Dylan Groenewegen     | Team Jumbo-Visma      | 11h 47' 44" |
| 2n | Michał Kwiatkowski    | Team Sky              | + 6"        |
| 3r | Luis León Sánchez Gil | Astana                | + 11"       |
| 4t | Philippe Gilbert      | Deceuninck-Quick Step | + 16"       |
| 5è | Egan Bernal Gómez     | Team Sky              | + 17"       |
| 6è | Matteo Trentin        | Mitchelton-Scott      | + 20"       |
| 7è | Tony Gallopin         | AG2R La Mondiale      | + 21"       |
| 8è | Rudy Molard           | Groupama-FDJ          | + 23"       |
| 9è | Romain Bardet         | AG2R La Mondiale      | + 23"       |
| 10è | Oliver Naesen         | AG2R La Mondiale      | + 24"       |

### 4a etapa
| \| Classificació de l'etapa \| Classificació de l'etapa \| Classificació de l'etapa \| Classificació de l'etapa \| Classificació de l'etapa \| \| Corredor \| Corredor \| Equip \| Temps \| \| \| ------------------------ \| ------------------------ \| ------------------------ \| ------------------------ \| ------------------------ \| \| 1r \| Magnus Cort Nielsen \| Astana \| 5h 03' 49" \| \| \| 2n \| Thomas De Gendt \| Lotto-Soudal \| + 7" \| \| \| 3r \| Giulio Ciccone \| Trek-Segafredo \| + 13" \| \| \| 4t \| Alessandro De Marchi \| CCC Team \| + 18" \| \| \| 5è \| Lilian Calmejane \| Direct Énergie \| + 48" \| \| \| 6è \| Valentin Madouas \| Groupama-FDJ \| + 48" \| \| \| 7è \| Sonny Colbrelli \| Bahrain-Merida \| + 48" \| \| \| 8è \| Matteo Trentin \| Mitchelton-Scott \| + 48" \| \| \| 9è \| Philippe Gilbert \| Deceuninck-Quick Step \| + 48" \| \| \| 10è \| Michał Kwiatkowski \| Team Sky \| + 48" \| \| |                      |                       |            |
| |                      |                       |            |
| Font: ProCyclingStats |                      |                       |            |
| Classificació de l'etapa |                      |                       |            |
| Corredor | Corredor             | Equip                 | Temps      |
| 1r | Magnus Cort Nielsen  | Astana                | 5h 03' 49" |
| 2n | Thomas De Gendt      | Lotto-Soudal          | + 7"       |
| 3r | Giulio Ciccone       | Trek-Segafredo        | + 13"      |
| 4t | Alessandro De Marchi | CCC Team              | + 18"      |
| 5è | Lilian Calmejane     | Direct Énergie        | + 48"      |
| 6è | Valentin Madouas     | Groupama-FDJ          | + 48"      |
| 7è | Sonny Colbrelli      | Bahrain-Merida        | + 48"      |
| 8è | Matteo Trentin       | Mitchelton-Scott      | + 48"      |
| 9è | Philippe Gilbert     | Deceuninck-Quick Step | + 48"      |
| 10è | Michał Kwiatkowski   | Team Sky              | + 48"      |

| \| Classificació general \| Classificació general \| Classificació general \| Classificació general \| Classificació general \| \| Corredor \| Corredor \| Equip \| Temps \| \| \| --------------------- \| --------------------- \| --------------------- \| --------------------- \| --------------------- \| \| 1r \| Michał Kwiatkowski \| Team Sky \| 16h 52' 27" \| \| \| 2n \| Luis León Sánchez Gil \| Astana \| + 5" \| \| \| 3r \| Philippe Gilbert \| Deceuninck-Quick Step \| + 10" \| \| \| 4t \| Egan Bernal Gómez \| Team Sky \| + 11" \| \| \| 5è \| Matteo Trentin \| Mitchelton-Scott \| + 14" \| \| \| 6è \| Tony Gallopin \| AG2R La Mondiale \| + 15" \| \| \| 7è \| Rudy Molard \| Groupama-FDJ \| + 17" \| \| \| 8è \| Romain Bardet \| AG2R La Mondiale \| + 17" \| \| \| 9è \| Oliver Naesen \| AG2R La Mondiale \| + 18" \| \| \| 10è \| Felix Großschartner \| Bora-Hansgrohe \| + 18" \| \| |                       |                       |             |
| |                       |                       |             |
| Font: ProCyclingStats |                       |                       |             |
| Classificació general |                       |                       |             |
| Corredor | Corredor              | Equip                 | Temps       |
| 1r | Michał Kwiatkowski    | Team Sky              | 16h 52' 27" |
| 2n | Luis León Sánchez Gil | Astana                | + 5"        |
| 3r | Philippe Gilbert      | Deceuninck-Quick Step | + 10"       |
| 4t | Egan Bernal Gómez     | Team Sky              | + 11"       |
| 5è | Matteo Trentin        | Mitchelton-Scott      | + 14"       |
| 6è | Tony Gallopin         | AG2R La Mondiale      | + 15"       |
| 7è | Rudy Molard           | Groupama-FDJ          | + 17"       |
| 8è | Romain Bardet         | AG2R La Mondiale      | + 17"       |
| 9è | Oliver Naesen         | AG2R La Mondiale      | + 18"       |
| 10è | Felix Großschartner   | Bora-Hansgrohe        | + 18"       |

### 5a etapa
| \| Classificació de l'etapa \| Classificació de l'etapa \| Classificació de l'etapa \| Classificació de l'etapa \| Classificació de l'etapa \| \| Corredor \| Corredor \| Equip \| Temps \| \| \| ------------------------ \| ------------------------ \| ------------------------ \| ------------------------ \| ------------------------ \| \| 1r \| Simon Yates \| Mitchelton-Scott \| 30' 26" \| \| \| 2n \| Nils Politt \| Katusha-Alpecin \| + 7" \| \| \| 3r \| Michał Kwiatkowski \| Team Sky \| + 11" \| \| \| 4t \| Tejay van Garderen \| EF Education First \| + 15" \| \| \| 5è \| Daniel Martínez Poveda \| EF Education First \| + 15" \| \| \| 6è \| Egan Bernal Gómez \| Team Sky \| + 15" \| \| \| 7è \| Lawson Craddock \| EF Education First \| + 15" \| \| \| 8è \| Thomas Scully \| EF Education First \| + 27" \| \| \| 9è \| Marc Soler i Giménez \| Movistar Team \| + 30" \| \| \| 10è \| Luis León Sánchez Gil \| Astana \| + 30" \| \| |                        |                    |         |
| |                        |                    |         |
| Font: ProCyclingStats |                        |                    |         |
| Classificació de l'etapa |                        |                    |         |
| Corredor | Corredor               | Equip              | Temps   |
| 1r | Simon Yates            | Mitchelton-Scott   | 30' 26" |
| 2n | Nils Politt            | Katusha-Alpecin    | + 7"    |
| 3r | Michał Kwiatkowski     | Team Sky           | + 11"   |
| 4t | Tejay van Garderen     | EF Education First | + 15"   |
| 5è | Daniel Martínez Poveda | EF Education First | + 15"   |
| 6è | Egan Bernal Gómez      | Team Sky           | + 15"   |
| 7è | Lawson Craddock        | EF Education First | + 15"   |
| 8è | Thomas Scully          | EF Education First | + 27"   |
| 9è | Marc Soler i Giménez   | Movistar Team      | + 30"   |
| 10è | Luis León Sánchez Gil  | Astana             | + 30"   |

| \| Classificació general \| Classificació general \| Classificació general \| Classificació general \| Classificació general \| \| Corredor \| Corredor \| Equip \| Temps \| \| \| --------------------- \| --------------------- \| --------------------- \| --------------------- \| --------------------- \| \| 1r \| Michał Kwiatkowski \| Team Sky \| 17h 23' 04" \| \| \| 2n \| Egan Bernal Gómez \| Team Sky \| + 15" \| \| \| 3r \| Luis León Sánchez Gil \| Astana \| + 24" \| \| \| 4t \| Wilco Kelderman \| Team Sunweb \| + 57" \| \| \| 5è \| Bob Jungels \| Deceuninck-Quick Step \| + 57" \| \| \| 6è \| Nairo Quintana Rojas \| Movistar Team \| + 1' 01" \| \| \| 7è \| Felix Großschartner \| Bora-Hansgrohe \| + 1' 05" \| \| \| 8è \| Jack Haig \| Mitchelton-Scott \| + 1' 15" \| \| \| 9è \| Rudy Molard \| Groupama-FDJ \| + 1' 18" \| \| \| 10è \| Romain Bardet \| AG2R La Mondiale \| + 1' 21" \| \| |                       |                       |             |
| |                       |                       |             |
| Font: ProCyclingStats |                       |                       |             |
| Classificació general |                       |                       |             |
| Corredor | Corredor              | Equip                 | Temps       |
| 1r | Michał Kwiatkowski    | Team Sky              | 17h 23' 04" |
| 2n | Egan Bernal Gómez     | Team Sky              | + 15"       |
| 3r | Luis León Sánchez Gil | Astana                | + 24"       |
| 4t | Wilco Kelderman       | Team Sunweb           | + 57"       |
| 5è | Bob Jungels           | Deceuninck-Quick Step | + 57"       |
| 6è | Nairo Quintana Rojas  | Movistar Team         | + 1' 01"    |
| 7è | Felix Großschartner   | Bora-Hansgrohe        | + 1' 05"    |
| 8è | Jack Haig             | Mitchelton-Scott      | + 1' 15"    |
| 9è | Rudy Molard           | Groupama-FDJ          | + 1' 18"    |
| 10è | Romain Bardet         | AG2R La Mondiale      | + 1' 21"    |

### 6a etapa
| \| Classificació de l'etapa \| Classificació de l'etapa \| Classificació de l'etapa \| Classificació de l'etapa \| Classificació de l'etapa \| \| Corredor \| Corredor \| Equip \| Temps \| \| \| ------------------------ \| ------------------------ \| ------------------------ \| ------------------------ \| ------------------------ \| \| 1r \| Sam Bennett \| Bora-Hansgrohe \| 4h 12' 35" \| \| \| 2n \| Arnaud Démare \| Groupama-FDJ \| + 0" \| \| \| 3r \| Matteo Trentin \| Mitchelton-Scott \| + 0" \| \| \| 4t \| John Degenkolb \| Trek-Segafredo \| + 0" \| \| \| 5è \| Bryan Coquard \| Vital Concept-B&B Hotels \| + 0" \| \| \| 6è \| Anthony Turgis \| Direct Énergie \| + 0" \| \| \| 7è \| Florian Sénéchal \| Deceuninck-Quick Step \| + 0" \| \| \| 8è \| Oliver Naesen \| AG2R La Mondiale \| + 0" \| \| \| 9è \| Alexander Kristoff \| UAE Team Emirates \| + 0" \| \| \| 10è \| Egan Bernal Gómez \| Team Sky \| + 0" \| \| |                    |                          |            |
| |                    |                          |            |
| Font: ProCyclingStats |                    |                          |            |
| Classificació de l'etapa |                    |                          |            |
| Corredor | Corredor           | Equip                    | Temps      |
| 1r | Sam Bennett        | Bora-Hansgrohe           | 4h 12' 35" |
| 2n | Arnaud Démare      | Groupama-FDJ             | + 0"       |
| 3r | Matteo Trentin     | Mitchelton-Scott         | + 0"       |
| 4t | John Degenkolb     | Trek-Segafredo           | + 0"       |
| 5è | Bryan Coquard      | Vital Concept-B&B Hotels | + 0"       |
| 6è | Anthony Turgis     | Direct Énergie           | + 0"       |
| 7è | Florian Sénéchal   | Deceuninck-Quick Step    | + 0"       |
| 8è | Oliver Naesen      | AG2R La Mondiale         | + 0"       |
| 9è | Alexander Kristoff | UAE Team Emirates        | + 0"       |
| 10è | Egan Bernal Gómez  | Team Sky                 | + 0"       |

| \| Classificació general \| Classificació general \| Classificació general \| Classificació general \| Classificació general \| \| Corredor \| Corredor \| Equip \| Temps \| \| \| --------------------- \| --------------------- \| --------------------- \| --------------------- \| --------------------- \| \| 1r \| Michał Kwiatkowski \| Team Sky \| 21h 35' 36" \| \| \| 2n \| Egan Bernal Gómez \| Team Sky \| + 18" \| \| \| 3r \| Luis León Sánchez Gil \| Astana \| + 22" \| \| \| 4t \| Wilco Kelderman \| Team Sunweb \| + 1' 00" \| \| \| 5è \| Bob Jungels \| Deceuninck-Quick Step \| + 1' 00" \| \| \| 6è \| Nairo Quintana Rojas \| Movistar Team \| + 1' 04" \| \| \| 7è \| Felix Großschartner \| Bora-Hansgrohe \| + 1' 08" \| \| \| 8è \| Jack Haig \| Mitchelton-Scott \| + 1' 17" \| \| \| 9è \| Rudy Molard \| Groupama-FDJ \| + 1' 21" \| \| \| 10è \| Romain Bardet \| AG2R La Mondiale \| + 1' 24" \| \| |                       |                       |             |
| |                       |                       |             |
| Font: ProCyclingStats |                       |                       |             |
| Classificació general |                       |                       |             |
| Corredor | Corredor              | Equip                 | Temps       |
| 1r | Michał Kwiatkowski    | Team Sky              | 21h 35' 36" |
| 2n | Egan Bernal Gómez     | Team Sky              | + 18"       |
| 3r | Luis León Sánchez Gil | Astana                | + 22"       |
| 4t | Wilco Kelderman       | Team Sunweb           | + 1' 00"    |
| 5è | Bob Jungels           | Deceuninck-Quick Step | + 1' 00"    |
| 6è | Nairo Quintana Rojas  | Movistar Team         | + 1' 04"    |
| 7è | Felix Großschartner   | Bora-Hansgrohe        | + 1' 08"    |
| 8è | Jack Haig             | Mitchelton-Scott      | + 1' 17"    |
| 9è | Rudy Molard           | Groupama-FDJ          | + 1' 21"    |
| 10è | Romain Bardet         | AG2R La Mondiale      | + 1' 24"    |

### 7a etapa
| \| Classificació de l'etapa \| Classificació de l'etapa \| Classificació de l'etapa \| Classificació de l'etapa \| Classificació de l'etapa \| \| Corredor \| Corredor \| Equip \| Temps \| \| \| ------------------------ \| --------------------------- \| -------------------------- \| ------------------------ \| ------------------------ \| \| 1r \| Daniel Martínez Poveda \| EF Education First \| 4h 55' 49" \| \| \| 2n \| Miguel Ángel López Moreno \| Astana \| + 6" \| \| \| 3r \| Nicolas Edet \| Cofidis, Solutions Crédits \| + 20" \| \| \| 4t \| Simon Yates \| Mitchelton-Scott \| + 20" \| \| \| 5è \| Jonathan Hivert \| Direct Énergie \| + 55" \| \| \| 6è \| Giulio Ciccone \| Trek-Segafredo \| + 2' 03" \| \| \| 7è \| Julien El Fares \| Delko Marseille Provence \| + 2' 03" \| \| \| 8è \| Sergio Henao Montoya \| UAE Team Emirates \| + 2' 08" \| \| \| 9è \| Víctor de la Parte González \| CCC Team \| + 2' 13" \| \| \| 10è \| Alessandro De Marchi \| CCC Team \| + 2' 15" \| \| |                             |                            |            |
| |                             |                            |            |
| Font: ProCyclingStats |                             |                            |            |
| Classificació de l'etapa |                             |                            |            |
| Corredor | Corredor                    | Equip                      | Temps      |
| 1r | Daniel Martínez Poveda      | EF Education First         | 4h 55' 49" |
| 2n | Miguel Ángel López Moreno   | Astana                     | + 6"       |
| 3r | Nicolas Edet                | Cofidis, Solutions Crédits | + 20"      |
| 4t | Simon Yates                 | Mitchelton-Scott           | + 20"      |
| 5è | Jonathan Hivert             | Direct Énergie             | + 55"      |
| 6è | Giulio Ciccone              | Trek-Segafredo             | + 2' 03"   |
| 7è | Julien El Fares             | Delko Marseille Provence   | + 2' 03"   |
| 8è | Sergio Henao Montoya        | UAE Team Emirates          | + 2' 08"   |
| 9è | Víctor de la Parte González | CCC Team                   | + 2' 13"   |
| 10è | Alessandro De Marchi        | CCC Team                   | + 2' 15"   |

| \| Classificació general \| Classificació general \| Classificació general \| Classificació general \| Classificació general \| \| Corredor \| Corredor \| Equip \| Temps \| \| \| --------------------- \| --------------------- \| --------------------- \| --------------------- \| --------------------- \| \| 1r \| Egan Bernal Gómez \| Team Sky \| 26h 35' 26" \| \| \| 2n \| Philippe Gilbert \| Deceuninck-Quick Step \| + 45" \| \| \| 3r \| Nairo Quintana Rojas \| Movistar Team \| + 46" \| \| \| 4t \| Michał Kwiatkowski \| Team Sky \| + 1' 03" \| \| \| 5è \| Jack Haig \| Mitchelton-Scott \| + 1' 21" \| \| \| 6è \| Romain Bardet \| AG2R La Mondiale \| + 1' 45" \| \| \| 7è \| George Bennett \| Team Jumbo-Visma \| + 2' 20" \| \| \| 8è \| Ilnur Zakarin \| Katusha-Alpecin \| + 2' 52" \| \| \| 9è \| Rudy Molard \| Groupama-FDJ \| + 3' 02" \| \| \| 10è \| Bob Jungels \| Deceuninck-Quick Step \| + 3' 06" \| \| |                      |                       |             |
| |                      |                       |             |
| Font: ProCyclingStats |                      |                       |             |
| Classificació general |                      |                       |             |
| Corredor | Corredor             | Equip                 | Temps       |
| 1r | Egan Bernal Gómez    | Team Sky              | 26h 35' 26" |
| 2n | Philippe Gilbert     | Deceuninck-Quick Step | + 45"       |
| 3r | Nairo Quintana Rojas | Movistar Team         | + 46"       |
| 4t | Michał Kwiatkowski   | Team Sky              | + 1' 03"    |
| 5è | Jack Haig            | Mitchelton-Scott      | + 1' 21"    |
| 6è | Romain Bardet        | AG2R La Mondiale      | + 1' 45"    |
| 7è | George Bennett       | Team Jumbo-Visma      | + 2' 20"    |
| 8è | Ilnur Zakarin        | Katusha-Alpecin       | + 2' 52"    |
| 9è | Rudy Molard          | Groupama-FDJ          | + 3' 02"    |
| 10è | Bob Jungels          | Deceuninck-Quick Step | + 3' 06"    |

### 8a etapa
| \| Classificació de l'etapa \| Classificació de l'etapa \| Classificació de l'etapa \| Classificació de l'etapa \| Classificació de l'etapa \| \| Corredor \| Corredor \| Equip \| Temps \| \| \| ------------------------ \| ------------------------ \| ------------------------ \| ------------------------ \| ------------------------ \| \| 1r \| Ion Izagirre Insausti \| Astana \| 2h 41' 10" \| \| \| 2n \| Oliver Naesen \| AG2R La Mondiale \| + 18" \| \| \| 3r \| Wilco Kelderman \| Team Sunweb \| + 18" \| \| \| 4t \| Daniel Martínez Poveda \| EF Education First \| + 18" \| \| \| 5è \| Felix Großschartner \| Bora-Hansgrohe \| + 18" \| \| \| 6è \| Domenico Pozzovivo \| Bahrain-Merida \| + 18" \| \| \| 7è \| Luis León Sánchez Gil \| Astana \| + 18" \| \| \| 8è \| Simon Yates \| Mitchelton-Scott \| + 20" \| \| \| 9è \| Tejay van Garderen \| EF Education First \| + 20" \| \| \| 10è \| Nairo Quintana Rojas \| Movistar Team \| + 22" \| \| |                        |                    |            |
| |                        |                    |            |
| Font: ProCyclingStats |                        |                    |            |
| Classificació de l'etapa |                        |                    |            |
| Corredor | Corredor               | Equip              | Temps      |
| 1r | Ion Izagirre Insausti  | Astana             | 2h 41' 10" |
| 2n | Oliver Naesen          | AG2R La Mondiale   | + 18"      |
| 3r | Wilco Kelderman        | Team Sunweb        | + 18"      |
| 4t | Daniel Martínez Poveda | EF Education First | + 18"      |
| 5è | Felix Großschartner    | Bora-Hansgrohe     | + 18"      |
| 6è | Domenico Pozzovivo     | Bahrain-Merida     | + 18"      |
| 7è | Luis León Sánchez Gil  | Astana             | + 18"      |
| 8è | Simon Yates            | Mitchelton-Scott   | + 20"      |
| 9è | Tejay van Garderen     | EF Education First | + 20"      |
| 10è | Nairo Quintana Rojas   | Movistar Team      | + 22"      |

## Classificacions finals

### Classificació general
| \| Classificació general \| Classificació general \| Classificació general \| Classificació general \| Classificació general \| \| Corredor \| Corredor \| Equip \| Temps \| \| \| --------------------- \| --------------------- \| --------------------- \| --------------------- \| --------------------- \| \| 1r \| Egan Bernal Gómez \| Team Sky \| 29h 17' 02" \| \| \| 2n \| Nairo Quintana Rojas \| Movistar Team \| + 39" \| \| \| 3r \| Michał Kwiatkowski \| Team Sky \| + 1' 03" \| \| \| 4t \| Jack Haig \| Mitchelton-Scott \| + 1' 21" \| \| \| 5è \| Romain Bardet \| AG2R La Mondiale \| + 1' 45" \| \| \| 6è \| George Bennett \| Team Jumbo-Visma \| + 2' 20" \| \| \| 7è \| Rudy Molard \| Groupama-FDJ \| + 3' 02" \| \| \| 8è \| Bob Jungels \| Deceuninck-Quick Step \| + 3' 06" \| \| \| 9è \| Luis León Sánchez Gil \| Astana \| + 3' 12" \| \| \| 10è \| Ilnur Zakarin \| Katusha-Alpecin \| + 4' 07" \| \| |                       |                       |             |
| |                       |                       |             |
| Font: ProCyclingStats |                       |                       |             |
| Classificació general |                       |                       |             |
| Corredor | Corredor              | Equip                 | Temps       |
| 1r | Egan Bernal Gómez     | Team Sky              | 29h 17' 02" |
| 2n | Nairo Quintana Rojas  | Movistar Team         | + 39"       |
| 3r | Michał Kwiatkowski    | Team Sky              | + 1' 03"    |
| 4t | Jack Haig             | Mitchelton-Scott      | + 1' 21"    |
| 5è | Romain Bardet         | AG2R La Mondiale      | + 1' 45"    |
| 6è | George Bennett        | Team Jumbo-Visma      | + 2' 20"    |
| 7è | Rudy Molard           | Groupama-FDJ          | + 3' 02"    |
| 8è | Bob Jungels           | Deceuninck-Quick Step | + 3' 06"    |
| 9è | Luis León Sánchez Gil | Astana                | + 3' 12"    |
| 10è | Ilnur Zakarin         | Katusha-Alpecin       | + 4' 07"    |

| Classificació per punts | Classificació per punts | Classificació per punts | Classificació per punts | Classificació per punts |
| Corredor                | Corredor                | Equip                   | Punts                   |                         |
| ----------------------- | ----------------------- | ----------------------- | ----------------------- | ----------------------- |
| 1r                      | Michał Kwiatkowski      | Team Sky                | 33 pts                  |                         |
| 2n                      | Daniel Martínez Poveda  | EF Education First      | 28 pts                  |                         |
| 3r                      | Simon Yates             | Mitchelton-Scott        | 25 pts                  |                         |
| 4t                      | Luis León Sánchez Gil   | Astana                  | 24 pts                  |                         |
| 5è                      | Matteo Trentin          | Mitchelton-Scott        | 24 pts                  |                         |
| 6è                      | Arnaud Démare           | Groupama-FDJ            | 22 pts                  |                         |
| 7è                      | Magnus Cort Nielsen     | Astana                  | 18 pts                  |                         |
| 8è                      | Ion Izagirre Insausti   | Astana                  | 18 pts                  |                         |
| 9è                      | Philippe Gilbert        | Deceuninck-Quick Step   | 16 pts                  |                         |
| 10è                     | Oliver Naesen           | AG2R La Mondiale        | 16 pts                  |                         |

| Classificació per punts | Classificació per punts | Classificació per punts | Classificació per punts | Classificació per punts |
| Corredor                | Corredor                | Equip                   | Punts                   |                         |
| ----------------------- | ----------------------- | ----------------------- | ----------------------- | ----------------------- |
| 1r                      | Michał Kwiatkowski      | Team Sky                | 33 pts                  |                         |
| 2n                      | Daniel Martínez Poveda  | EF Education First      | 28 pts                  |                         |
| 3r                      | Simon Yates             | Mitchelton-Scott        | 25 pts                  |                         |
| 4t                      | Luis León Sánchez Gil   | Astana                  | 24 pts                  |                         |
| 5è                      | Matteo Trentin          | Mitchelton-Scott        | 24 pts                  |                         |
| 6è                      | Arnaud Démare           | Groupama-FDJ            | 22 pts                  |                         |
| 7è                      | Magnus Cort Nielsen     | Astana                  | 18 pts                  |                         |
| 8è                      | Ion Izagirre Insausti   | Astana                  | 18 pts                  |                         |
| 9è                      | Philippe Gilbert        | Deceuninck-Quick Step   | 16 pts                  |                         |
| 10è                     | Oliver Naesen           | AG2R La Mondiale        | 16 pts                  |                         |

| Classificació de la muntanya | Classificació de la muntanya | Classificació de la muntanya | Classificació de la muntanya | Classificació de la muntanya |
| Corredor                     | Corredor                     | Equip                        | Punts                        |                              |
| ---------------------------- | ---------------------------- | ---------------------------- | ---------------------------- | ---------------------------- |
| 1r                           | Thomas De Gendt              | Lotto-Soudal                 | 76 pts                       |                              |
| 2n                           | Alessandro De Marchi         | CCC Team                     | 43 pts                       |                              |
| 3r                           | Nairo Quintana Rojas         | Movistar Team                | 25 pts                       |                              |
| 4t                           | Matteo Trentin               | Mitchelton-Scott             | 16 pts                       |                              |
| 5è                           | Ion Izagirre Insausti        | Astana                       | 16 pts                       |                              |
| 6è                           | Tejay van Garderen           | EF Education First           | 16 pts                       |                              |
| 7è                           | Miguel Ángel López Moreno    | Astana                       | 15 pts                       |                              |
| 8è                           | Daniel Martínez Poveda       | EF Education First           | 14 pts                       |                              |
| 9è                           | Luis León Sánchez Gil        | Astana                       | 12 pts                       |                              |
| 10è                          | Giulio Ciccone               | Trek-Segafredo               | 12 pts                       |                              |

| Classificació de la muntanya | Classificació de la muntanya | Classificació de la muntanya | Classificació de la muntanya | Classificació de la muntanya |
| Corredor                     | Corredor                     | Equip                        | Punts                        |                              |
| ---------------------------- | ---------------------------- | ---------------------------- | ---------------------------- | ---------------------------- |
| 1r                           | Thomas De Gendt              | Lotto-Soudal                 | 76 pts                       |                              |
| 2n                           | Alessandro De Marchi         | CCC Team                     | 43 pts                       |                              |
| 3r                           | Nairo Quintana Rojas         | Movistar Team                | 25 pts                       |                              |
| 4t                           | Matteo Trentin               | Mitchelton-Scott             | 16 pts                       |                              |
| 5è                           | Ion Izagirre Insausti        | Astana                       | 16 pts                       |                              |
| 6è                           | Tejay van Garderen           | EF Education First           | 16 pts                       |                              |
| 7è                           | Miguel Ángel López Moreno    | Astana                       | 15 pts                       |                              |
| 8è                           | Daniel Martínez Poveda       | EF Education First           | 14 pts                       |                              |
| 9è                           | Luis León Sánchez Gil        | Astana                       | 12 pts                       |                              |
| 10è                          | Giulio Ciccone               | Trek-Segafredo               | 12 pts                       |                              |

| Classificació del millor jove | Classificació del millor jove | Classificació del millor jove | Classificació del millor jove | Classificació del millor jove |
| Corredor                      | Corredor                      | Equip                         | Temps                         |                               |
| ----------------------------- | ----------------------------- | ----------------------------- | ----------------------------- | ----------------------------- |
| 1r                            | Egan Bernal Gómez             | Team Sky                      | 29h 17' 02"                   |                               |
| 2n                            | Valentin Madouas              | Groupama-FDJ                  | + 4' 07"                      |                               |
| 3r                            | Daniel Martínez Poveda        | EF Education First            | + 9' 27"                      |                               |
| 4t                            | Miguel Ángel López Moreno     | Astana                        | + 23' 44"                     |                               |
| 5è                            | Tao Geoghegan Hart            | Team Sky                      | + 26' 23"                     |                               |
| 6è                            | Giulio Ciccone                | Trek-Segafredo                | + 30' 21"                     |                               |
| 7è                            | Élie Gesbert                  | Arkéa-Samsic                  | + 30' 24"                     |                               |
| 8è                            | Iván Ramiro Sosa Cuervo       | Team Sky                      | + 31' 57"                     |                               |
| 9è                            | Iván García Cortina           | Bahrain-Merida                | + 36' 47"                     |                               |
| 10è                           | Nils Politt                   | Katusha-Alpecin               | + 37' 22"                     |                               |

| Classificació del millor jove | Classificació del millor jove | Classificació del millor jove | Classificació del millor jove | Classificació del millor jove |
| Corredor                      | Corredor                      | Equip                         | Temps                         |                               |
| ----------------------------- | ----------------------------- | ----------------------------- | ----------------------------- | ----------------------------- |
| 1r                            | Egan Bernal Gómez             | Team Sky                      | 29h 17' 02"                   |                               |
| 2n                            | Valentin Madouas              | Groupama-FDJ                  | + 4' 07"                      |                               |
| 3r                            | Daniel Martínez Poveda        | EF Education First            | + 9' 27"                      |                               |
| 4t                            | Miguel Ángel López Moreno     | Astana                        | + 23' 44"                     |                               |
| 5è                            | Tao Geoghegan Hart            | Team Sky                      | + 26' 23"                     |                               |
| 6è                            | Giulio Ciccone                | Trek-Segafredo                | + 30' 21"                     |                               |
| 7è                            | Élie Gesbert                  | Arkéa-Samsic                  | + 30' 24"                     |                               |
| 8è                            | Iván Ramiro Sosa Cuervo       | Team Sky                      | + 31' 57"                     |                               |
| 9è                            | Iván García Cortina           | Bahrain-Merida                | + 36' 47"                     |                               |
| 10è                           | Nils Politt                   | Katusha-Alpecin               | + 37' 22"                     |                               |

| Classificació per equips | Classificació per equips | Classificació per equips | Classificació per equips |
| Equip                    | Equip                    | Temps                    |                          |
| ------------------------ | ------------------------ | ------------------------ | ------------------------ |
| 1r                       | Sky                      | 87h 57' 51"              |                          |
| 2n                       | Astana                   | + 9' 46"                 |                          |
| 3r                       | AG2R La Mondiale         | + 10' 25"                |                          |
| 4t                       | Mitchelton-Scott         | + 15' 27"                |                          |
| 5è                       | Bahrain-Merida           | + 17' 18"                |                          |
| 6è                       | Movistar Team            | + 33' 16"                |                          |
| 7è                       | Direct Énergie           | + 40' 19"                |                          |
| 8è                       | Groupama-FDJ             | + 41' 41"                |                          |
| 9è                       | Trek-Segafredo           | + 42' 18"                |                          |
| 10è                      | Deceuninck-Quick Step    | + 43' 46"                |                          |

| Classificació per equips | Classificació per equips | Classificació per equips | Classificació per equips |
| Equip                    | Equip                    | Temps                    |                          |
| ------------------------ | ------------------------ | ------------------------ | ------------------------ |
| 1r                       | Sky                      | 87h 57' 51"              |                          |
| 2n                       | Astana                   | + 9' 46"                 |                          |
| 3r                       | AG2R La Mondiale         | + 10' 25"                |                          |
| 4t                       | Mitchelton-Scott         | + 15' 27"                |                          |
| 5è                       | Bahrain-Merida           | + 17' 18"                |                          |
| 6è                       | Movistar Team            | + 33' 16"                |                          |
| 7è                       | Direct Énergie           | + 40' 19"                |                          |
| 8è                       | Groupama-FDJ             | + 41' 41"                |                          |
| 9è                       | Trek-Segafredo           | + 42' 18"                |                          |
| 10è                      | Deceuninck-Quick Step    | + 43' 46"                |                          |

## Evolució de les classificacions
| Etapa                 | Vencedor              | Classificació general | Classificació per punts | Classificació de la muntanya | Classificació dels joves | Classificació per equips |
| --------------------- | --------------------- | --------------------- | ----------------------- | ---------------------------- | ------------------------ | ------------------------ |
| 1                     | Dylan Groenewegen     | Dylan Groenewegen     | Dylan Groenewegen       | Damien Gaudin                | Caleb Ewan               | Bora-Hansgrohe           |
| 2                     | Dylan Groenewegen     | Dylan Groenewegen     | Dylan Groenewegen       | Damien Gaudin                | Egan Bernal              | Team Jumbo-Visma         |
| 3                     | Sam Bennett           | Dylan Groenewegen     | Dylan Groenewegen       | Damien Gaudin                | Egan Bernal              | Team Jumbo-Visma         |
| 4                     | Magnus Cort Nielsen   | Michał Kwiatkowski    | Dylan Groenewegen       | Thomas De Gendt              | Egan Bernal              | AG2R La Mondiale         |
| 5                     | Simon Yates           | Michał Kwiatkowski    | Dylan Groenewegen       | Thomas De Gendt              | Egan Bernal              | EF Education First       |
| 6                     | Sam Bennett           | Michał Kwiatkowski    | Sam Bennett             | Thomas De Gendt              | Egan Bernal              | Team Sky                 |
| 7                     | Daniel Martínez       | Egan Bernal           | Michał Kwiatkowski      | Thomas De Gendt              | Egan Bernal              | Team Sky                 |
| 8                     | Ion Izagirre          | Egan Bernal           | Michał Kwiatkowski      | Thomas De Gendt              | Egan Bernal              | Team Sky                 |
| Classificacins finals | Classificacins finals | Egan Bernal           | Michał Kwiatkowski      | Thomas De Gendt              | Egan Bernal              | Team Sky                 |

## Llista de participants
- Liste de départ complète

| Llegenda                 | Llegenda | Llegenda              | Llegenda                                                                                         |
| ------------------------ | --- | --------------------- | ------------------------------------------------------------------------------------------------ |
| #                        | Dorsal de sortida que du el ciclista al Tour                                                                | Pos.                  | Posició final a la classificació general                                                         |
| Mallot groc              | Indica el vencedor de la classificació general                                                              | Mallot de la muntanya | Indica el vencedor de la classificació de la muntanya                                            |
| Mallot verd              | Indica el vencedor de la classificació per punts                                                            | Mallot blanc          | Indica el vencedor de la classificació dels joves                                                |
| classificació per equips | Indica el vencedor de la classificació per equips                                                           | Combativitat          | Indica el vencedor de la combativitat                                                            |
| NP                       | Indica un ciclista que no ha pres la sortida en una etapa, seguit del número de l'etapa en què s'ha retirat | AB                    | Indica un ciclista que no ha finalitzat una etapa, seguit del número d'etapa en què s'ha retirat |
| HD                       | Indica un ciclista que ha finalitzat una etapa fora de control, seguit del número d'etapa                   | EX                    | Corredor exclòs per no respectar el reglament                                                    |
| Campió d'Itàlia          | Indica un mallot de campió nacional o mundial, així com l'especialitat                                      | *                     | Indica un corredor que lluita pel mallot blanc                                                   |

| Movistar Team MOV | Movistar Team MOV            | Movistar Team MOV |
| ----------------- | ---------------------------- | ----------------- |
| Núm               | Ciclista                     | Pos               |
| 1                 | Marc Soler i Giménez (ESP)   | 50è               |
| 2                 | Winner Anacona Gómez (COL)   | 33è               |
| 3                 | Héctor Carretero Milla (ESP) | 77è               |
| 4                 | Imanol Erviti Ollo (ESP)     | 80è               |
| 5                 | Nairo Quintana Rojas (COL)   | 2n                |
| 6                 | Jürgen Roelandts (BEL)       | 94è               |
| 7                 | Rafael Valls Ferri (ESP)     | DNF-6             |

| Mitchelton-Scott MTS | Mitchelton-Scott MTS        | Mitchelton-Scott MTS |
| -------------------- | --------------------------- | -------------------- |
| Núm                  | Ciclista                    | Pos                  |
| 11                   | Simon Yates (GBR)           | 25è                  |
| 12                   | Jack Bauer (NZL)            | 97è                  |
| 13                   | Esteban Chaves Rubio (COL)  | 51è                  |
| 14                   | Jack Haig (AUS)             | 4t                   |
| 15                   | Luka Mezgec (SLO)           | DNF-8                |
| 16                   | Mikel Nieve Iturralde (ESP) | 56è                  |
| 17                   | Matteo Trentin (ITA) (ruta) | 39è                  |

| Astana AST | Astana AST                           | Astana AST |
| ---------- | ------------------------------------ | ---------- |
| Núm        | Ciclista                             | Pos        |
| 21         | Miguel Ángel López Moreno (COL)      | 28è        |
| 22         | Laurens De Vreese (BEL)              | 89è        |
| 23         | Hugo Houle (CAN)                     | 23è        |
| 24         | Gorka Izagirre Insausti (ESP) (ruta) | DNF-2      |
| 25         | Ion Izagirre Insausti (ESP)          | 21è        |
| 26         | Magnus Cort Nielsen (DEN)            | 71è        |
| 27         | Luis León Sánchez Gil (ESP)          | 9è         |

| Lotto-Soudal LTS | Lotto-Soudal LTS      | Lotto-Soudal LTS |
| ---------------- | --------------------- | ---------------- |
| Núm              | Ciclista              | Pos              |
| 31               | Caleb Ewan (AUS)      | NP-7             |
| 32               | Jasper De Buyst (BEL) | DNF-1            |
| 33               | Thomas De Gendt (BEL) | 58è              |
| 34               | Adam Hansen (AUS)     | 68è              |
| 35               | Roger Kluge (GER)     | DNF-8            |
| 36               | Nikolas Maes (BEL)    | 100è             |
| 37               | Maxime Monfort (BEL)  | 30è              |

| Bahrain-Merida TBM | Bahrain-Merida TBM        | Bahrain-Merida TBM |
| ------------------ | ------------------------- | ------------------ |
| Núm                | Ciclista                  | Pos                |
| 41                 | Domenico Pozzovivo (ITA)  | 26è                |
| 42                 | Sonny Colbrelli (ITA)     | 49è                |
| 43                 | Iván García Cortina (ESP) | 46è                |
| 44                 | Heinrich Haussler (AUS)   | 60è                |
| 45                 | Kristjan Koren (SLO)      | 69è                |
| 46                 | Domen Novak (SLO)         | DNF-3              |
| 47                 | Dylan Teuns (BEL)         | 17è                |

| Bora-Hansgrohe BOH | Bora-Hansgrohe BOH        | Bora-Hansgrohe BOH |
| ------------------ | ------------------------- | ------------------ |
| Núm                | Ciclista                  | Pos                |
| 51                 | Patrick Konrad (AUT)      | 36è                |
| 52                 | Sam Bennett (IRL)         | DNF-7              |
| 53                 | Jean-Pierre Drucker (LUX) | DNF-8              |
| 54                 | Felix Großschartner (AUT) | 12è                |
| 55                 | Christoph Pfingsten (GER) | DNF-8              |
| 56                 | Paweł Poljański (POL)     | 47è                |
| 57                 | Michael Schwarzmann (GER) | DNF-8              |

| AG2R La Mondiale ALM | AG2R La Mondiale ALM    | AG2R La Mondiale ALM |
| -------------------- | ----------------------- | -------------------- |
| Núm                  | Ciclista                | Pos                  |
| 61                   | Romain Bardet (FRA)     | 5è                   |
| 62                   | Mikaël Cherel (FRA)     | 22è                  |
| 63                   | Benoît Cosnefroy (FRA)  | 79è                  |
| 64                   | Mathias Frank (SUI)     | DNF-7                |
| 65                   | Tony Gallopin (FRA)     | NP-8                 |
| 66                   | Oliver Naesen (BEL)     | 13è                  |
| 67                   | Stijn Vandenbergh (BEL) | 61è                  |

| Team Sky SKY | Team Sky SKY                    | Team Sky SKY |
| ------------ | ------------------------------- | ------------ |
| Núm          | Ciclista                        | Pos          |
| 71           | Egan Bernal Gómez (COL)         | 1r           |
| 72           | Tao Geoghegan Hart (GBR)        | 32è          |
| 73           | Sebastián Henao Gómez (COL)     | 57è          |
| 74           | Michał Kwiatkowski (POL) (ruta) | 3r           |
| 75           | Jhonatan Narváez Prado (ECU)    | 81è          |
| 76           | Luke Rowe (GBR)                 | 104è         |
| 77           | Iván Ramiro Sosa Cuervo (COL)   | 41è          |

| UAE Team Emirates UAD | UAE Team Emirates UAD      | UAE Team Emirates UAD |
| --------------------- | -------------------------- | --------------------- |
| Núm                   | Ciclista                   | Pos                   |
| 81                    | Sergio Henao Montoya (COL) | 31è                   |
| 82                    | Fabio Aru (ITA)            | DNF-3                 |
| 83                    | Sven Erik Bystrøm (NOR)    | 99è                   |
| 84                    | Alexander Kristoff (NOR)   | NP-8                  |
| 85                    | Marco Marcato (ITA)        | 62è                   |
| 86                    | Rory Sutherland (AUS)      | 113è                  |
| 87                    | Diego Ulissi (ITA)         | DNF-6                 |

| Trek-Segafredo TFS | Trek-Segafredo TFS            | Trek-Segafredo TFS |
| ------------------ | ----------------------------- | ------------------ |
| Núm                | Ciclista                      | Pos                |
| 91                 | John Degenkolb (GER)          | 75è                |
| 92                 | Julien Bernard (FRA)          | 34è                |
| 93                 | Giulio Ciccone (ITA)          | 37è                |
| 94                 | Koen de Kort (NED)            | 85è                |
| 95                 | Alex Kirsch (LUX)             | 76è                |
| 96                 | Jarlinson Pantano Gómez (COL) | 54è                |
| 97                 | Edward Theuns (BEL)           | 35è                |

| Groupama-FDJ GFC | Groupama-FDJ GFC          | Groupama-FDJ GFC |
| ---------------- | ------------------------- | ---------------- |
| Núm              | Ciclista                  | Pos              |
| 101              | Arnaud Démare (FRA)       | 70è              |
| 102              | Jacopo Guarnieri (ITA)    | 102è             |
| 103              | Ignatas Konovalovas (LTU) | 88è              |
| 104              | Olivier Le Gac (FRA)      | 84è              |
| 105              | Valentin Madouas (FRA)    | 11è              |
| 106              | Rudy Molard (FRA)         | 7è               |
| 107              | Ramon Sinkeldam (NED)     | 108è             |

| Deceuninck-Quick Step DQT | Deceuninck-Quick Step DQT        | Deceuninck-Quick Step DQT |
| ------------------------- | -------------------------------- | ------------------------- |
| Núm                       | Ciclista                         | Pos                       |
| 111                       | Bob Jungels (LUX) (ruta i crono) | 8è                        |
| 112                       | Tim Declercq (BEL)               | 64è                       |
| 113                       | Philippe Gilbert (BEL)           | 15è                       |
| 114                       | Fabio Jakobsen (NED)             | DNF-6                     |
| 115                       | Iljo Keisse (BEL)                | 115è                      |
| 116                       | Fabio Sabatini (ITA)             | 103è                      |
| 117                       | Florian Sénéchal (FRA)           | DNF-8                     |

| Katusha-Alpecin TKA | Katusha-Alpecin TKA    | Katusha-Alpecin TKA |
| ------------------- | ---------------------- | ------------------- |
| Núm                 | Ciclista               | Pos                 |
| 121                 | Ilnur Zakarin (RUS)    | 10è                 |
| 122                 | Jens Debusschere (BEL) | DNF-7               |
| 123                 | Marco Haller (AUT)     | 93è                 |
| 124                 | Reto Hollenstein (SUI) | 82è                 |
| 125                 | Marcel Kittel (GER)    | DNF-4               |
| 126                 | Nils Politt (GER)      | 48è                 |
| 127                 | Simon Špilak (SLO)     | 59è                 |

| Arkéa-Samsic PCB | Arkéa-Samsic PCB     | Arkéa-Samsic PCB |
| ---------------- | -------------------- | ---------------- |
| Núm              | Ciclista             | Pos              |
| 131              | Warren Barguil (FRA) | DNF-2            |
| 132              | Maxime Bouet (FRA)   | DNF-2            |
| 133              | Élie Gesbert (FRA)   | 38è              |
| 134              | André Greipel (GER)  | 95è              |
| 135              | Amaël Moinard (FRA)  | 74è              |
| 136              | Laurent Pichon (FRA) | 83è              |
| 137              | Bram Welten (NED)    | DNF-7            |

| Team Jumbo-Visma TJV | Team Jumbo-Visma TJV        | Team Jumbo-Visma TJV |
| -------------------- | --------------------------- | -------------------- |
| Núm                  | Ciclista                    | Pos                  |
| 141                  | Dylan Groenewegen (NED)     | NP-7                 |
| 142                  | George Bennett (NZL)        | 6è                   |
| 143                  | Pascal Eenkhoorn (NED)      | 78è                  |
| 144                  | Amund Grøndahl Jansen (NOR) | 87è                  |
| 145                  | Bert-Jan Lindeman (NED)     | 65è                  |
| 146                  | Mike Teunissen (NED)        | 55è                  |
| 147                  | Maarten Wynants (BEL)       | DNF-8                |

| EF Education First EF1 | EF Education First EF1               | EF Education First EF1 |
| ---------------------- | ------------------------------------ | ---------------------- |
| Núm                    | Ciclista                             | Pos                    |
| 151                    | Rigoberto Urán (COL)                 | DNF-2                  |
| 152                    | Lawson Craddock (USA)                | DNF-6                  |
| 153                    | Mitchell Docker (AUS)                | 91è                    |
| 154                    | Daniel Martínez Poveda (COL) (crono) | 18è                    |
| 155                    | Daniel McLay (GBR)                   | NP-8                   |
| 156                    | Thomas Scully (NZL)                  | 109è                   |
| 157                    | Tejay van Garderen (USA)             | 19è                    |

| Team Sunweb SUN | Team Sunweb SUN        | Team Sunweb SUN |
| --------------- | ---------------------- | --------------- |
| Núm             | Ciclista               | Pos             |
| 161             | Michael Matthews (AUS) | DNF-1           |
| 162             | Jan Bakelants (BEL)    | 98è             |
| 163             | Roy Curvers (NED)      | DNF-8           |
| 164             | Wilco Kelderman (NED)  | 14è             |
| 165             | Casper Pedersen (DEN)  | 96è             |
| 166             | Martijn Tusveld (NED)  | DNF-1           |
| 167             | Louis Vervaeke (BEL)   | DNF-6           |

| Cofidis, Solutions Crédits COF | Cofidis, Solutions Crédits COF | Cofidis, Solutions Crédits COF |
| ------------------------------ | ------------------------------ | ------------------------------ |
| Núm                            | Ciclista                       | Pos                            |
| 171                            | Christophe Laporte (FRA)       | NP-8                           |
| 172                            | Nicolas Edet (FRA)             | 40è                            |
| 173                            | Jesper Hansen (DEN)            | 67è                            |
| 174                            | Mathias Le Turnier (FRA)       | 72è                            |
| 175                            | Pierre-Luc Périchon (FRA)      | 66è                            |
| 176                            | Geoffrey Soupe (FRA)           | 112è                           |
| 177                            | Bert Van Lerberghe (BEL)       | 110è                           |

| Dimension Data TDD | Dimension Data TDD         | Dimension Data TDD |
| ------------------ | -------------------------- | ------------------ |
| Núm                | Ciclista                   | Pos                |
| 181                | Mark Cavendish (GBR)       | DNF-2              |
| 182                | Lars Ytting Bak (DEN)      | DNF-6              |
| 183                | Edvald Boasson Hagen (NOR) | NP-7               |
| 184                | Scott Davies (GBR)         | 52è                |
| 185                | Bernhard Eisel (AUT)       | 107è               |
| 186                | Louis Meintjes (RSA)       | DNF-2              |
| 187                | Julien Vermote (BEL)       | 118è               |

| CCC Team CPT | CCC Team CPT                         | CCC Team CPT |
| ------------ | ------------------------------------ | ------------ |
| Núm          | Ciclista                             | Pos          |
| 191          | Amaro Antunes (POR)                  | 29è          |
| 192          | William Barta (USA)                  | 114è         |
| 193          | Víctor de la Parte González (ESP)    | 43è          |
| 194          | Alessandro De Marchi (ITA)           | 27è          |
| 195          | Jakub Mareczko (ITA)                 | DNF-7        |
| 196          | Laurens ten Dam (NED)                | 44è          |
| 197          | Francisco José Ventoso Alberdi (ESP) | DNF-6        |

| Direct Énergie TDE | Direct Énergie TDE      | Direct Énergie TDE |
| ------------------ | ----------------------- | ------------------ |
| Núm                | Ciclista                | Pos                |
| 201                | Lilian Calmejane (FRA)  | 16è                |
| 202                | Niccolò Bonifazio (ITA) | 105è               |
| 203                | Damien Gaudin (FRA)     | DNF-8              |
| 204                | Jonathan Hivert (FRA)   | 42è                |
| 205                | Adrien Petit (FRA)      | 101è               |
| 206                | Niki Terpstra (NED)     | 63è                |
| 207                | Anthony Turgis (FRA)    | 73è                |

| Vital Concept-B&B Hotels VCB | Vital Concept-B&B Hotels VCB | Vital Concept-B&B Hotels VCB |
| ---------------------------- | ---------------------------- | ---------------------------- |
| Núm                          | Ciclista                     | Pos                          |
| 211                          | Bryan Coquard (FRA)          | 86è                          |
| 212                          | Kris Boeckmans (BEL)         | 116è                         |
| 213                          | Cyril Gautier (FRA)          | 20è                          |
| 214                          | Patrick Müller (SUI)         | 90è                          |
| 215                          | Quentin Pacher (FRA)         | 45è                          |
| 216                          | Kévin Réza (FRA)             | DNF-8                        |
| 217                          | Arthur Vichot (FRA)          | DNF-7                        |

| Delko Marseille Provence DMP | Delko Marseille Provence DMP | Delko Marseille Provence DMP |
| ---------------------------- | ---------------------------- | ---------------------------- |
| Núm                          | Ciclista                     | Pos                          |
| 221                          | Romain Combaud (FRA)         | 53è                          |
| 222                          | Julien El Fares (FRA)        | 24è                          |
| 223                          | Alessandro Fedeli (ITA)      | 111è                         |
| 224                          | Mauro Finetto (ITA)          | 92è                          |
| 225                          | Eduard-Michael Grosu (ROU)   | 117è                         |
| 226                          | Ramūnas Navardauskas (LTU)   | DNF-8                        |
| 227                          | Evaldas Šiškevičius (LTU)    | 106è                         |

| Movistar Team MOV | Movistar Team MOV            | Movistar Team MOV |
| ----------------- | ---------------------------- | ----------------- |
| Núm               | Ciclista                     | Pos               |
| 1                 | Marc Soler i Giménez (ESP)   | 50è               |
| 2                 | Winner Anacona Gómez (COL)   | 33è               |
| 3                 | Héctor Carretero Milla (ESP) | 77è               |
| 4                 | Imanol Erviti Ollo (ESP)     | 80è               |
| 5                 | Nairo Quintana Rojas (COL)   | 2n                |
| 6                 | Jürgen Roelandts (BEL)       | 94è               |
| 7                 | Rafael Valls Ferri (ESP)     | DNF-6             |

| Mitchelton-Scott MTS | Mitchelton-Scott MTS        | Mitchelton-Scott MTS |
| -------------------- | --------------------------- | -------------------- |
| Núm                  | Ciclista                    | Pos                  |
| 11                   | Simon Yates (GBR)           | 25è                  |
| 12                   | Jack Bauer (NZL)            | 97è                  |
| 13                   | Esteban Chaves Rubio (COL)  | 51è                  |
| 14                   | Jack Haig (AUS)             | 4t                   |
| 15                   | Luka Mezgec (SLO)           | DNF-8                |
| 16                   | Mikel Nieve Iturralde (ESP) | 56è                  |
| 17                   | Matteo Trentin (ITA) (ruta) | 39è                  |

| Astana AST | Astana AST                           | Astana AST |
| ---------- | ------------------------------------ | ---------- |
| Núm        | Ciclista                             | Pos        |
| 21         | Miguel Ángel López Moreno (COL)      | 28è        |
| 22         | Laurens De Vreese (BEL)              | 89è        |
| 23         | Hugo Houle (CAN)                     | 23è        |
| 24         | Gorka Izagirre Insausti (ESP) (ruta) | DNF-2      |
| 25         | Ion Izagirre Insausti (ESP)          | 21è        |
| 26         | Magnus Cort Nielsen (DEN)            | 71è        |
| 27         | Luis León Sánchez Gil (ESP)          | 9è         |

| Lotto-Soudal LTS | Lotto-Soudal LTS      | Lotto-Soudal LTS |
| ---------------- | --------------------- | ---------------- |
| Núm              | Ciclista              | Pos              |
| 31               | Caleb Ewan (AUS)      | NP-7             |
| 32               | Jasper De Buyst (BEL) | DNF-1            |
| 33               | Thomas De Gendt (BEL) | 58è              |
| 34               | Adam Hansen (AUS)     | 68è              |
| 35               | Roger Kluge (GER)     | DNF-8            |
| 36               | Nikolas Maes (BEL)    | 100è             |
| 37               | Maxime Monfort (BEL)  | 30è              |

| Bahrain-Merida TBM | Bahrain-Merida TBM        | Bahrain-Merida TBM |
| ------------------ | ------------------------- | ------------------ |
| Núm                | Ciclista                  | Pos                |
| 41                 | Domenico Pozzovivo (ITA)  | 26è                |
| 42                 | Sonny Colbrelli (ITA)     | 49è                |
| 43                 | Iván García Cortina (ESP) | 46è                |
| 44                 | Heinrich Haussler (AUS)   | 60è                |
| 45                 | Kristjan Koren (SLO)      | 69è                |
| 46                 | Domen Novak (SLO)         | DNF-3              |
| 47                 | Dylan Teuns (BEL)         | 17è                |

| Bora-Hansgrohe BOH | Bora-Hansgrohe BOH        | Bora-Hansgrohe BOH |
| ------------------ | ------------------------- | ------------------ |
| Núm                | Ciclista                  | Pos                |
| 51                 | Patrick Konrad (AUT)      | 36è                |
| 52                 | Sam Bennett (IRL)         | DNF-7              |
| 53                 | Jean-Pierre Drucker (LUX) | DNF-8              |
| 54                 | Felix Großschartner (AUT) | 12è                |
| 55                 | Christoph Pfingsten (GER) | DNF-8              |
| 56                 | Paweł Poljański (POL)     | 47è                |
| 57                 | Michael Schwarzmann (GER) | DNF-8              |

| AG2R La Mondiale ALM | AG2R La Mondiale ALM    | AG2R La Mondiale ALM |
| -------------------- | ----------------------- | -------------------- |
| Núm                  | Ciclista                | Pos                  |
| 61                   | Romain Bardet (FRA)     | 5è                   |
| 62                   | Mikaël Cherel (FRA)     | 22è                  |
| 63                   | Benoît Cosnefroy (FRA)  | 79è                  |
| 64                   | Mathias Frank (SUI)     | DNF-7                |
| 65                   | Tony Gallopin (FRA)     | NP-8                 |
| 66                   | Oliver Naesen (BEL)     | 13è                  |
| 67                   | Stijn Vandenbergh (BEL) | 61è                  |

| Team Sky SKY | Team Sky SKY                    | Team Sky SKY |
| ------------ | ------------------------------- | ------------ |
| Núm          | Ciclista                        | Pos          |
| 71           | Egan Bernal Gómez (COL)         | 1r           |
| 72           | Tao Geoghegan Hart (GBR)        | 32è          |
| 73           | Sebastián Henao Gómez (COL)     | 57è          |
| 74           | Michał Kwiatkowski (POL) (ruta) | 3r           |
| 75           | Jhonatan Narváez Prado (ECU)    | 81è          |
| 76           | Luke Rowe (GBR)                 | 104è         |
| 77           | Iván Ramiro Sosa Cuervo (COL)   | 41è          |

| UAE Team Emirates UAD | UAE Team Emirates UAD      | UAE Team Emirates UAD |
| --------------------- | -------------------------- | --------------------- |
| Núm                   | Ciclista                   | Pos                   |
| 81                    | Sergio Henao Montoya (COL) | 31è                   |
| 82                    | Fabio Aru (ITA)            | DNF-3                 |
| 83                    | Sven Erik Bystrøm (NOR)    | 99è                   |
| 84                    | Alexander Kristoff (NOR)   | NP-8                  |
| 85                    | Marco Marcato (ITA)        | 62è                   |
| 86                    | Rory Sutherland (AUS)      | 113è                  |
| 87                    | Diego Ulissi (ITA)         | DNF-6                 |

| Trek-Segafredo TFS | Trek-Segafredo TFS            | Trek-Segafredo TFS |
| ------------------ | ----------------------------- | ------------------ |
| Núm                | Ciclista                      | Pos                |
| 91                 | John Degenkolb (GER)          | 75è                |
| 92                 | Julien Bernard (FRA)          | 34è                |
| 93                 | Giulio Ciccone (ITA)          | 37è                |
| 94                 | Koen de Kort (NED)            | 85è                |
| 95                 | Alex Kirsch (LUX)             | 76è                |
| 96                 | Jarlinson Pantano Gómez (COL) | 54è                |
| 97                 | Edward Theuns (BEL)           | 35è                |

| Groupama-FDJ GFC | Groupama-FDJ GFC          | Groupama-FDJ GFC |
| ---------------- | ------------------------- | ---------------- |
| Núm              | Ciclista                  | Pos              |
| 101              | Arnaud Démare (FRA)       | 70è              |
| 102              | Jacopo Guarnieri (ITA)    | 102è             |
| 103              | Ignatas Konovalovas (LTU) | 88è              |
| 104              | Olivier Le Gac (FRA)      | 84è              |
| 105              | Valentin Madouas (FRA)    | 11è              |
| 106              | Rudy Molard (FRA)         | 7è               |
| 107              | Ramon Sinkeldam (NED)     | 108è             |

| Deceuninck-Quick Step DQT | Deceuninck-Quick Step DQT        | Deceuninck-Quick Step DQT |
| ------------------------- | -------------------------------- | ------------------------- |
| Núm                       | Ciclista                         | Pos                       |
| 111                       | Bob Jungels (LUX) (ruta i crono) | 8è                        |
| 112                       | Tim Declercq (BEL)               | 64è                       |
| 113                       | Philippe Gilbert (BEL)           | 15è                       |
| 114                       | Fabio Jakobsen (NED)             | DNF-6                     |
| 115                       | Iljo Keisse (BEL)                | 115è                      |
| 116                       | Fabio Sabatini (ITA)             | 103è                      |
| 117                       | Florian Sénéchal (FRA)           | DNF-8                     |

| Katusha-Alpecin TKA | Katusha-Alpecin TKA    | Katusha-Alpecin TKA |
| ------------------- | ---------------------- | ------------------- |
| Núm                 | Ciclista               | Pos                 |
| 121                 | Ilnur Zakarin (RUS)    | 10è                 |
| 122                 | Jens Debusschere (BEL) | DNF-7               |
| 123                 | Marco Haller (AUT)     | 93è                 |
| 124                 | Reto Hollenstein (SUI) | 82è                 |
| 125                 | Marcel Kittel (GER)    | DNF-4               |
| 126                 | Nils Politt (GER)      | 48è                 |
| 127                 | Simon Špilak (SLO)     | 59è                 |

| Arkéa-Samsic PCB | Arkéa-Samsic PCB     | Arkéa-Samsic PCB |
| ---------------- | -------------------- | ---------------- |
| Núm              | Ciclista             | Pos              |
| 131              | Warren Barguil (FRA) | DNF-2            |
| 132              | Maxime Bouet (FRA)   | DNF-2            |
| 133              | Élie Gesbert (FRA)   | 38è              |
| 134              | André Greipel (GER)  | 95è              |
| 135              | Amaël Moinard (FRA)  | 74è              |
| 136              | Laurent Pichon (FRA) | 83è              |
| 137              | Bram Welten (NED)    | DNF-7            |

| Team Jumbo-Visma TJV | Team Jumbo-Visma TJV        | Team Jumbo-Visma TJV |
| -------------------- | --------------------------- | -------------------- |
| Núm                  | Ciclista                    | Pos                  |
| 141                  | Dylan Groenewegen (NED)     | NP-7                 |
| 142                  | George Bennett (NZL)        | 6è                   |
| 143                  | Pascal Eenkhoorn (NED)      | 78è                  |
| 144                  | Amund Grøndahl Jansen (NOR) | 87è                  |
| 145                  | Bert-Jan Lindeman (NED)     | 65è                  |
| 146                  | Mike Teunissen (NED)        | 55è                  |
| 147                  | Maarten Wynants (BEL)       | DNF-8                |

| EF Education First EF1 | EF Education First EF1               | EF Education First EF1 |
| ---------------------- | ------------------------------------ | ---------------------- |
| Núm                    | Ciclista                             | Pos                    |
| 151                    | Rigoberto Urán (COL)                 | DNF-2                  |
| 152                    | Lawson Craddock (USA)                | DNF-6                  |
| 153                    | Mitchell Docker (AUS)                | 91è                    |
| 154                    | Daniel Martínez Poveda (COL) (crono) | 18è                    |
| 155                    | Daniel McLay (GBR)                   | NP-8                   |
| 156                    | Thomas Scully (NZL)                  | 109è                   |
| 157                    | Tejay van Garderen (USA)             | 19è                    |

| Team Sunweb SUN | Team Sunweb SUN        | Team Sunweb SUN |
| --------------- | ---------------------- | --------------- |
| Núm             | Ciclista               | Pos             |
| 161             | Michael Matthews (AUS) | DNF-1           |
| 162             | Jan Bakelants (BEL)    | 98è             |
| 163             | Roy Curvers (NED)      | DNF-8           |
| 164             | Wilco Kelderman (NED)  | 14è             |
| 165             | Casper Pedersen (DEN)  | 96è             |
| 166             | Martijn Tusveld (NED)  | DNF-1           |
| 167             | Louis Vervaeke (BEL)   | DNF-6           |

| Cofidis, Solutions Crédits COF | Cofidis, Solutions Crédits COF | Cofidis, Solutions Crédits COF |
| ------------------------------ | ------------------------------ | ------------------------------ |
| Núm                            | Ciclista                       | Pos                            |
| 171                            | Christophe Laporte (FRA)       | NP-8                           |
| 172                            | Nicolas Edet (FRA)             | 40è                            |
| 173                            | Jesper Hansen (DEN)            | 67è                            |
| 174                            | Mathias Le Turnier (FRA)       | 72è                            |
| 175                            | Pierre-Luc Périchon (FRA)      | 66è                            |
| 176                            | Geoffrey Soupe (FRA)           | 112è                           |
| 177                            | Bert Van Lerberghe (BEL)       | 110è                           |

| Dimension Data TDD | Dimension Data TDD         | Dimension Data TDD |
| ------------------ | -------------------------- | ------------------ |
| Núm                | Ciclista                   | Pos                |
| 181                | Mark Cavendish (GBR)       | DNF-2              |
| 182                | Lars Ytting Bak (DEN)      | DNF-6              |
| 183                | Edvald Boasson Hagen (NOR) | NP-7               |
| 184                | Scott Davies (GBR)         | 52è                |
| 185                | Bernhard Eisel (AUT)       | 107è               |
| 186                | Louis Meintjes (RSA)       | DNF-2              |
| 187                | Julien Vermote (BEL)       | 118è               |

| CCC Team CPT | CCC Team CPT                         | CCC Team CPT |
| ------------ | ------------------------------------ | ------------ |
| Núm          | Ciclista                             | Pos          |
| 191          | Amaro Antunes (POR)                  | 29è          |
| 192          | William Barta (USA)                  | 114è         |
| 193          | Víctor de la Parte González (ESP)    | 43è          |
| 194          | Alessandro De Marchi (ITA)           | 27è          |
| 195          | Jakub Mareczko (ITA)                 | DNF-7        |
| 196          | Laurens ten Dam (NED)                | 44è          |
| 197          | Francisco José Ventoso Alberdi (ESP) | DNF-6        |

| Direct Énergie TDE | Direct Énergie TDE      | Direct Énergie TDE |
| ------------------ | ----------------------- | ------------------ |
| Núm                | Ciclista                | Pos                |
| 201                | Lilian Calmejane (FRA)  | 16è                |
| 202                | Niccolò Bonifazio (ITA) | 105è               |
| 203                | Damien Gaudin (FRA)     | DNF-8              |
| 204                | Jonathan Hivert (FRA)   | 42è                |
| 205                | Adrien Petit (FRA)      | 101è               |
| 206                | Niki Terpstra (NED)     | 63è                |
| 207                | Anthony Turgis (FRA)    | 73è                |

| Vital Concept-B&B Hotels VCB | Vital Concept-B&B Hotels VCB | Vital Concept-B&B Hotels VCB |
| ---------------------------- | ---------------------------- | ---------------------------- |
| Núm                          | Ciclista                     | Pos                          |
| 211                          | Bryan Coquard (FRA)          | 86è                          |
| 212                          | Kris Boeckmans (BEL)         | 116è                         |
| 213                          | Cyril Gautier (FRA)          | 20è                          |
| 214                          | Patrick Müller (SUI)         | 90è                          |
| 215                          | Quentin Pacher (FRA)         | 45è                          |
| 216                          | Kévin Réza (FRA)             | DNF-8                        |
| 217                          | Arthur Vichot (FRA)          | DNF-7                        |

| Delko Marseille Provence DMP | Delko Marseille Provence DMP | Delko Marseille Provence DMP |
| ---------------------------- | ---------------------------- | ---------------------------- |
| Núm                          | Ciclista                     | Pos                          |
| 221                          | Romain Combaud (FRA)         | 53è                          |
| 222                          | Julien El Fares (FRA)        | 24è                          |
| 223                          | Alessandro Fedeli (ITA)      | 111è                         |
| 224                          | Mauro Finetto (ITA)          | 92è                          |
| 225                          | Eduard-Michael Grosu (ROU)   | 117è                         |
| 226                          | Ramūnas Navardauskas (LTU)   | DNF-8                        |
| 227                          | Evaldas Šiškevičius (LTU)    | 106è                         |